# Brebbia
Brebbia est une commune italienne de la province de Varèse dans la région Lombardie en Italie.

## Toponyme
Figure dans les actes sous le nom plebbia, dérive de plebula, abréviation de plebs, paroisse.

## Géographie
Fait partie de la zone de collines de l'ouest de la province de Varèse. Son territoire est arrosé par le lac Majeur.

## Économie
Formé d'un espace industriel solide et aussi de nombreux domaines pour usage agricole. 
Brebbia fait aussi partie de la zone agraire numéro 3 de la Province de Varèse (Valli del medio Verbano).

## Administration
| Période                                  | Période  | Identité        | Étiquette    | Qualité    |
| ---------------------------------------- | -------- | --------------- | ------------ | ---------- |
| 2004                                     | En cours | Rosella Barboni | Lista Civica | Casalinghe |
| Les données manquantes sont à compléter. |          |                 |              |            |

### Hameaux
Bozza di Lago, Brebbia Superiore, Ronchè, Ghiggerima, Villaggio Europa, Giardinetto, Uccelliera, Ronco, La Chiesuola, C.na Cucù, Case Piano